# Норберт Ксантенский
Норберт Ксантенский, Норберт Лаонский (лат.  Norbertus, 1080 год — 6 июня 1134 года) — католический святой, основатель ордена премонстрантов.

## Биография
Норберт Ксантенский родился около 1080 года в Ксантене (совр. Германия) или Геннепе (совр. Нидерланды), оба города в то время принадлежали Кёльнскому архиепископству в составе Священной Римской империи. Его отец Хериберт, граф Геннепа, был в родстве с германским императорским домом и с лотарингским домом. После того, как Норберт получил чин субдиакона, он был назначен на должность каноника в Ксантене. Вскоре после этого он был вызван ко двору кёльнского архиепископа Фридриха, а затем ко двору императора Генриха V, где был назначен ответственным за раздачу милостыни. Норберт вёл совершенно светскую жизнь, наполненную удовольствиями, избегал рукоположения и даже отверг предложение о его назначении епископом Камбре в 1113 году.
Резкую перемену в образе жизни Норберта вызвал инцидент, произошедший с ним во время поездки верхом; лошадь, испугавшаяся грома, понесла, и Норберт лишь чудом не погиб. Каноник воспринял этот случай, как Божье чудо и знак, удалился от двора и вернулся в Ксантен. Он начал вести благочестивую монашескую жизнь и добровольно пошёл под начало аббата зигбургского бенедиктинского монастыря. В 1115 году он основал около Ксантена бенедиктинское аббатство, пожертвовав на него значительную часть своего состояния. Вскоре после этого он был рукоположён в священники.
В 1118 году у Норберта произошёл конфликт с другими канониками Ксантена, которые были недовольны его аскетизмом и повышенными требованиями к монашеской жизни. В результате Норберт сложил с себя все полномочия, продал и раздал бедным всё состояние и отправился в Рим, где папа Геласий II уполномочил его быть странствующим проповедником Благой Вести в Северной Франции. Норберт проповедовал Евангелие в этом регионе, а в 1120 году с ведома папы Каликста II основал в местечке Премонтре новое аббатство, которое дало имя новому ордену премонстрантов. Через год у святого Норберта уже было более 40 последователей, составивших ядро ордена. В 1125 году конституция ордена была одобрена папой Гонорием II. Жития сообщают о чудесах, совершённых святым Норбертом в этот период, в частности, ему приписывается чудесное обнаружение могилы святой Урсулы, погибшей за веру около Кёльна. Часть мощей святой Норберт перевёз в Премонтре.
Духовность премонстрантов была близка к духовности августинцев, они также руководствовались в монашеской жизни строгим уставом Св. Августина. Также на премонстрантов повлияла деятельность Бернара Клервосского, с которым святой Норберт был дружен. Новый орден рос чрезвычайно быстро, святой Норберт продолжал проповедовать, и уже через несколько лет у него были многочисленные последователи в Германии, Франции, Нидерландах.
Когда граф Тибо Шампанский выразил желание присоединиться к премонстрантам, святой Норберт отказал ему, выразив уверенность, что Бог призывает его к светской, а не монашеской жизни. Однако, похвалив желание вельможи, святой Норберт составил для него свод правил, следуя которым, он мог бы придерживаться премонстрантской духовности даже в мирской жизни. Фактически, таким образом, святой Норберт предвосхитил создание терциариев, третьих орденов для мирян, который впоследствии были созданы у францисканцев, доминиканцев и ряда других орденов.
В 1126 году папа Гонорий II назначил Норберта архиепископом Магдебурга. В схизме, начавшейся в Церкви вслед за избранием папы Иннокентия II, Норберт поддерживал его против антипапы Анаклета II. Поддержка, оказанная Иннокентию Норбертом Ксантенским и Бернаром Клервосским, которые пользовались в Европе исключительным авторитетом (в отличие от обоих пап), в немалой степени способствовала его итоговой победе над соперником. В 1133 году Норберт сопровождал императора Лотаря II в его походе на Рим и присутствовал на его коронации папой Иннокентием в Латеранской базилике.
Норберт Ксантенский был принципиальным противником учения Пьера Абеляра, против которого боролся и добивался его осуждения, как ереси.
Последние годы жизни Норберт провёл при дворе Лотаря II в качестве его советника и духовника. Норберт Ксантенский умер 6 июня 1134 года в Магдебурге.

## Почитание
Святой Норберт был похоронен в магдебургском премонстрантском аббатстве. В период Реформации, когда Магдебург стал протестантским, католики предпринимали ряд попыток добиться возможности вывезти и перезахоронить тело святого. Только в 1629 году, после ряда поражений, которые протестанты потерпели от императора Фердинанда II в ходе Тридцатилетней войны, мощи Норберта Ксантенского были перевезены в Прагу, в Страговский монастырь ордена премонстрантов, где и находятся по сей день.
Основанный святым Норбертом орден после его смерти стали называть также и норбертинцами в его честь. Наиболее раннее из житий святого было составлено уже в XII веке («Vita Sancti Norberti»). Канонизировал святого Норберта Ксантенского папа Григорий XIII в 1582 году. День памяти в Католической церкви — 6 июня.